# Sainte-Anastasie-sur-Issole
Sainte-Anastasie-sur-Issole è un comune francese di 1 927 abitanti situato nel dipartimento del Var della regione della Provenza-Alpi-Costa Azzurra.

## Società

### Evoluzione demografica
Abitanti censiti